# Xanthorhoe inimica
Xanthorhoe inimica là một loài bướm đêm trong họ Geometridae.